# Castell d'Olocau del Rei
El castell d'Olocau és un castell al terme municipal d'Olocau del Rei (els Ports, País Valencià), conegut també amb els noms de Castell d'Olcaf i Olocaf, és a uns 800 metres a l'oest de la població, sobre una muntanya de 1.203 metres d'altitud.
Es tracta d'una construcció del segle x d'origen àrab de tipus montà i mig port, amb tres recintes escalonats no concèntrics i planta d'irregularitat dispersa.

## Història
Sol identificar-se amb el que va ser fortificat pel Cid a 1084 i va provocar la batalla de Morella contra el rei de la taifa de Lleida Al-Múndir Imad-ad-Dawla i el d'Aragó, Sanç Ramírez.
Va ser donat per Alfons el Cast als Hospitalers de Sant Joan de Jerusalem en la persona de Fra Ermengol d'Asp. En 1264 va ser permutat pel castell reial de Vilafamés. En 1287, a causa del seu estat ruïnós, es va incorporar, juntament amb les viles d'Olocau, als dominis territorials de Morella. Va tenir una gran importància en l'àmbit de les lluites entre el Comte Urgell i Ferran d'Antequera, a la mort del rei Martí l'Humà.